# Eisendrechsler
Eisendrechsler (in Österreich: Eisendreher) ist ein im 19. Jahrhundert verwendeter Begriff für den alten Ausbildungsberuf „Dreher“. Seit dem 1. August 2002 ist die Ausbildung zum Dreher nicht mehr möglich. In Deutschland wurde sie durch den Nachfolgeberuf Zerspanungsmechaniker neu geordnet und ersetzt, in Österreich durch den Lehrberuf Zerspanungstechniker.